# Mecometopus simoni
Mecometopus simoni är en skalbaggsart som beskrevs av Auguste Lameere 1893. Mecometopus simoni ingår i släktet Mecometopus och familjen långhorningar.
Artens utbredningsområde är Venezuela. Inga underarter finns listade i Catalogue of Life.